# Martynas Andriuškevičius
Martynas Andriuškevičius (Kaunas, 12 marzo 1986) è un ex cestista lituano che giocava nel ruolo di centro.

## Carriera

### Lituania
Comincia giocando nelle giovanili del Žalgiris Kaunas, passando in prima squadra nel 2004: gioca 21 partite con 4,4 punti e 2,5 rimbalzi in 9,6 minuti di media a partita, con il 50% al tiro. Inoltre gioca 15 partite in Eurolega, con 1,4 punti e 1 rimbalzo di media a gara.

### NBA
Al Draft NBA 2005 viene scelto dagli Orlando Magic alla posizione 44, al secondo giro, per poi cederlo ai Cleveland Cavaliers. Nella sua stagione da rookie, gioca solo 6 gare con un minuto e mezzo di media a partita, senza mai realizzare un canestro: la maggior parte della stagione la trascorre in NBA Development League, con gli Arkansas RimRockers, giocando 15 partite - 4 da titolare - con 7 punti e 4,2 rimbalzi di media.
Il 18 agosto 2006 viene scambiato con i Chicago Bulls per Eddie Basden, passando la maggior parte della stagione in D-League con i Dakota Wizards. A dicembre, il lituano, in allenamento, a seguito di uno scontro con Awvee Storey, si infortuna gravemente al cervello, rischiando anche di non poter parlare per molti mesi. Fortunatamente, riesce a riprendersi, venendo infatti inserito nel roster dei Bulls partecipante ai Playoff, senza però mai scendere in campo.

### Spagna
A settembre del 2007 firma un contratto con la squadra della Liga Española de Baloncesto (seconda divisione spagnola) dell'Alicante.

## Palmarès
- Campionato lituano: 1

Žalgiris Kaunas: 2004-2005
- Campionato sloveno: 1

Helios Domžale: 2015-2016
- Copa Príncipe de Asturias: 1

Alicante: 2009
- Lega Baltica: 1

Žalgiris Kaunas: 2004-2005
- Alpe Adria Cup: 1

Helios Domžale: 2015-2016